# Бестужева-Рюмина, Анна Гавриловна
Графиня А́нна Гаври́ловна Бесту́жева-Рю́мина (урождённая Голо́вкина, в первом браке — графиня Ягужи́нская; ум. 14 (25) апреля 1751, Якутск) — младшая дочь петровского государственного канцлера, графа Головкина, статс-дама Екатерины I, одна из центральных фигур заговора «Ботта—Лопухиных».

## Биография
Анна Гавриловна родилась в семье Гавриила Ивановича Головкина и Домны Андреевны, урождённой Дивовой. По рождению она принадлежала к ближайшему царскому окружению. Дед Анны, боярин Иван Семёнович Головкин, был двоюродным дядей царицы Натальи Кирилловны. Отец занимал пост государственного канцлера. В семье росло ещё 3 сыновей, Иван (1687—1734), Александр (1688—1760), Михаил (1699—1755), и 2 дочери, Наталья (1689—1726) и Анастасия (ум. 1735), замужем за Н. Ю. Трубецким. Точная дата рождения Анны Гавриловны неизвестна.
Фридрих Вильгельм Берхгольц отзывался о ней так:
Она одна из самых приятных и образованных дам в России, говорит в совершенстве по-немецки и очень хорошо по-французски, принадлежит здесь также к искуснейшим танцовщицам и, кажется, очень весёлого характера. Но лицо её так сильно испорчено оспою, что она не может называться хорошенькою; сложена она, впрочем, прекрасно.
3 октября 1723 года при участии Петра I и Екатерины Алексеевны был совершён сговор между фрейлиной двора графиней Анной Гавриловной и генерал-прокурором Сената Павлом Ягужинским. Союз этот был необычен. Ягужинский был сыном лютеранского органиста, служившего в Лютеранской церкви в Москве. Кроме того, лишь 21 августа 1723 года последовал указ Синода о разводе Ягужинского с первой женой Анной Фёдоровной Хитрово, которая была сослана в Переяславль-Залесский (Федоровский) монастырь, где она умерла в 1733 году. Но это не помешало сговору, и 10 ноября была отпразднована пышная свадьба. Этот брак был более удачен; Г.- Ф. Бассевич писал, что Ягужинский «настолько же был доволен своей второй супругой, насколько император своей». Анна Гавриловна оказалась верной помощницей своего супруга.
В мае 1725 года по случаю бракосочетания царевны Анны Петровны и герцога Голштинского назначена статс-дамой Её Императорского Величества. В 1736 году графиня Анна Ягужинская овдовела.
В 1742 году брат Анны Гавриловны, Михаил Гаврилович (1699—1755), был обвинён в государственной измене и приговорён к смертной казни, которая позднее была заменена императрицей Елизаветой Петровной ссылкой на вечное поселение в Сибирь.
В мае 1743 года Анна Гавриловна вышла замуж за знаменитого дипломата Михаила Петровича Бестужева-Рюмина (1688—1760), брата вице-канцлера А. П. Бестужева. В этом же году она оказалась замешана в салонный заговор против Елизаветы Петровны и приговорена была к смертной казни, в последний момент решением императрицы заменённой на наказание кнутом, урезанию языка и вечное поселение в Сибирь.
Скончалась Анна Гавриловна Бестужева-Рюмина в ссылке в Якутске 14 (25) апреля 1751 года. Декабрист А. А. Бестужев-Марлинский писал в 1833 году:
Не знаю, писал ли я вам, что нашёл в Якутске могилу Анны Гавриловны Бестужевой, умершей там в ссылке с вырезанным языком. На ней не было уже и креста. … Для первой хотел я своими руками высечь камень с сердцем в терновом венке посредине; но прежде чем привезли хорошую плиту, я должен был выехать, — страдать за другими горами.

## Участие в заговоре
Летом 1743 года в Петербурге был раскрыт «заговор» против Елизаветы Петровны, во главе которого стояло семейство Лопухиных. Разговор подполковника Ивана Лопухина с поручиком Яковом Бергером о недовольстве правлением императрицы стал поводом для доноса в Тайную канцелярию. После применения пыток Лопухин оговорил многих невинных людей, в том числе и свою мать — Наталью Фёдоровну. Он показал: 
В Москве приезжал к матери моей маркиз Ботта, и после его отъезда мать пересказывала мне слова Ботты, что он до тех пор не успокоится, пока не поможет принцессе Анне. Ботта говорил, что и прусский король будет ей помогать, и он, Ботта, станет о том стараться. Те же слова пересказывала моя мать графине Анне Гавриловне Бестужевой, когда та была у неё с дочерью Настасьею.
 Лопухина подтвердила факт разговора:
Слова, что до тех пор не успокоится, пока не поможет принцессе Анне, я от него слышала и на то ему говорила, чтоб они не заварили каши и в России беспокойств не делали, и старался бы он об одном — чтоб принцессу с сыном освободили и отпустили к деверю её, а говорила это, жалея о принцессе за её большую ко мне милость. Ботта говорил также, что будет стараться возвести на русский престол принцессу Анну, только я на это ему, кроме объявленного, ничего не сказала. … С графинею Анною Бестужевою мы разговор имели о словах Ботты, и она говорила, что у неё Ботта то же говорил.
 После этого Бестужева была также допрошена, однако она показала:
Говаривала я не тайно: дай бог, когда бы их (Брауншвейгскую фамилию) в отечество отпустили!
 Дочь Бестужевой подтвердила показания Лопухиных, показания же самой Анны Гавриловны были уклончивы.
После допросов Лопухины и Бестужева были помещены в крепость, а Настасья Ягужинская отправлена домой под надзор. 17 августа графиня Бестужева была поднята на дыбу, но новых показаний она не дала. Лесток, стремившийся с помощью этого скандала, в котором оказались замешаны ближайшие родственники Бестужева, свергнуть вице-канцлера, успеха не имел. Даже Михаил Бестужев-Рюмин к расследованию не привлекался, хотя во время следствия и содержался под караулом. Анна Гавриловна в своих показаниях, полученных при помощи пыток, не упомянула мужа и деверя.

19 августа 1743 года был вынесен приговор: 
Лопухиных всех троих и  Анну   Бестужеву  казнить смертью, колесовать, вырезав язык.
 Бестужевой вменялось в вину, что она, несмотря на милости императрицы, желала возвращения Анны Леопольдовны и «по злобе на государыню за брата Михаила, отправленного в ссылку, таила к ней ненависть». Впрочем, 28 августа Елизавета Петровна смягчила приговор, заменив казнь на ссылку в Сибирь. 31 августа у здания Двенадцати коллегий приговор был приведен в исполнение. Бестужеву били кнутом, вырезали язык и отправили в ссылку в Якутск.
Бестужева, по рассказам иностранцев, успела передать палачу свой золотой крест, усыпанный мелкими бриллиантами. Палач, поняв, чего от него хотят, наказал Бестужеву кнутом гораздо легче, чем Лопухину. Также и урезание языка ограничилось относительно небольшим его кончиком.
В 1749 году М. П. Бестужев-Рюмин вступил во второй брак с вдовой австрийского обер-шенка Гаугвица Иоганной-Генриеттой-Луизой фон Карловиц (1717—1787). Но и этот брак не принёс ему счастья. Его супруге было запрещено въезжать в пределы Российской империи.

## Дети
Все дети от первого брака:
- Сергей Павлович Ягужинский (1731—1806) дослужился до генерал-поручика; был женат первым браком на Анастасии Ивановне Шуваловой, сестре Ивана Ивановича Шувалова, вторым — на Варваре Николаевне Салтыковой (1749—1843); умер, не оставив наследников.
- Анастасия Павловна Ягужинская
- Мария Павловна Ефимовская (1732—1755) — фрейлина вне штата, с 1748 года супруга графа Андрея Михайловича Ефимовского[10],
- Анна Павловна Апраксина (1733—1801) — фрейлина, с 1754 года супруга графа Петра Фёдоровича Апраксина[10]. Позднее приняла монашество под именем Августы[11]

## Образ в искусстве

### В литературе
- Судьба графини Бестужевой отражена в книге Нины Соротокиной «Трое из навигацкой школы».

### В кино
- «Гардемарины, вперёд!» (1987) — многосерийный телефильм, режиссёр Светлана Дружинина, роль Анны Бестужевой исполнила актриса Нелли Пшенная.